# Peter-Vischer-Schule Nürnberg
Die Peter-Vischer-Schule, nach Peter Vischer dem Älteren benannt, befindet sich in St. Johannis (Nürnberg) und umfasst ein Gymnasium sowie eine Realschule. Die Schule hat drei Bands, zwei Chöre, eine Fußball-, eine Tischtennis- und eine Basketballmannschaft. Es gibt eine Theatergruppe, einen Schulsanitätsdienst, Tutoren und Erzieherinnen für die Hausaufgabenbetreuung sowie Paten für die fünften Klassen.

## Geschichte
Am 17. September 1952 begann der Unterricht an der Gewerberealschule der Stadt Nürnberg im Haus am Bielingplatz 2, das 1914 gebaut worden war. Dort befand sich auch eine Volks- und Handelsschule. 1956 zog die Schule in die Sielstraße 15 um. 1965 wurde sie zu Ehren Peter Vischers in Peter-Vischer-Realschule umbenannt.
1967 kehrte sie zusammen mit einer Volkshochschule zum Bielingplatz zurück. Zwei Jahre darauf, 1969, wurde ein Gymnasium mit einem mathematisch-naturwissenschaftlich und einem neusprachlichen Zweig an die Schule angeschlossen. Von da an hieß sie Peter-Vischer-Schule.
1980 wurde das Peter-Vischer-Zentrum gegründet, das später in Vischers Kulturladen umbenannt wurde. Dort werden Veranstaltungen wie Konzerte oder Schulfeiern abgehalten.
Von 1983 bis 1986 wurden der Ost- und der Südflügel renoviert, 1999 der Westflügel. 1994 wurde die PVS-Schulbibliothek als vierte ihrer Art in Nürnberg offiziell eröffnet.
Der neue Anbau mit einer Mensa, einem Gymnastikraum und einigen Klassenzimmern wurde im Herbst 2009 eröffnet. Dieses neue Gebäude ermöglicht die ganztägige Betreuung mit einem Essensangebot.

## Architektur

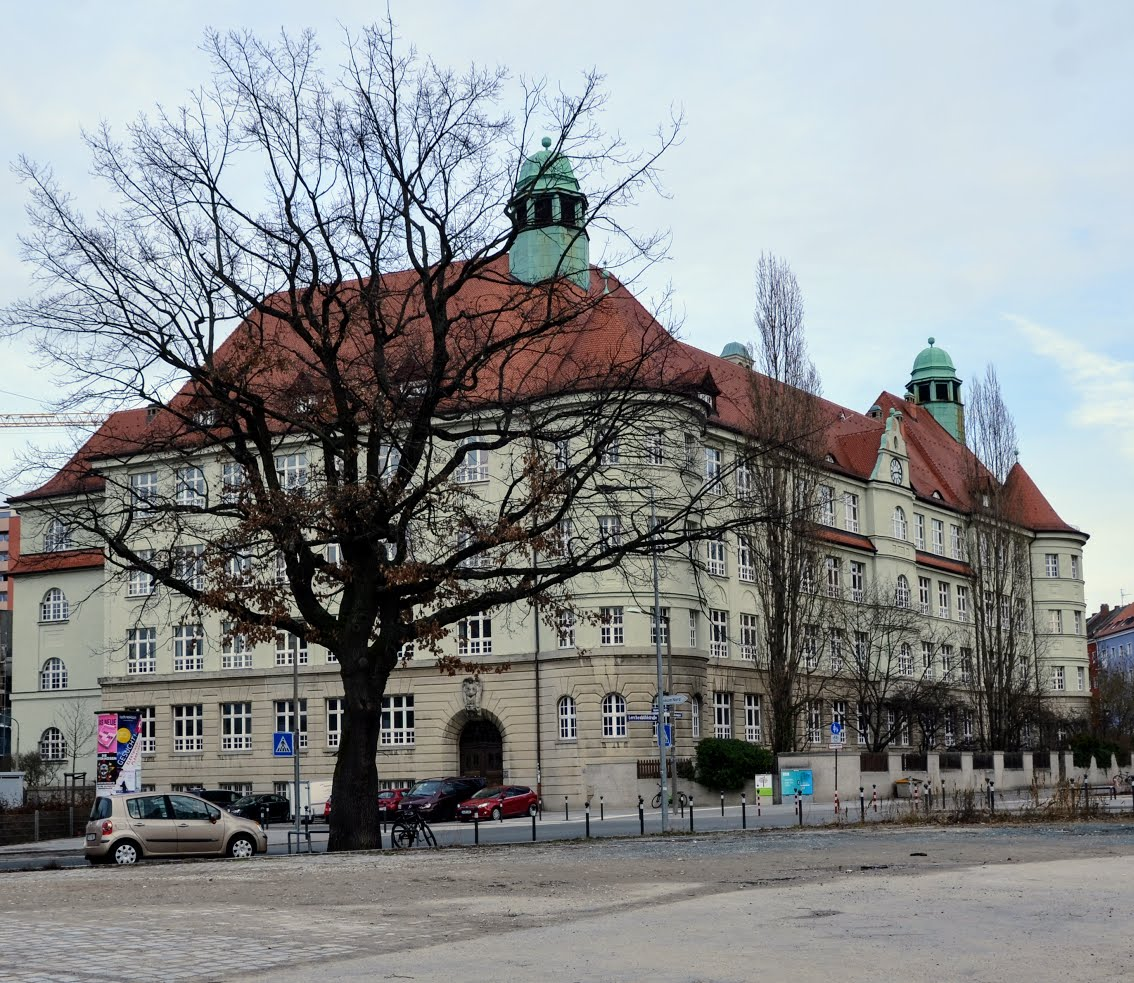
Peter-Vischer-Schule

### Hauptgebäude
Das 1913/14 im historistischen Stil von Georg Kuch errichtete Schulgebäude steht unter Denkmalschutz. Der polygonale Steinbau mit rustiziertem Sockel ist in Form eines viergeschossigen Dreiflügelbaus mit Mansardwalmdach ausgeführt. Giebelgauben und kupferne Laternen mit Haubendach gliedern die große Dachflächen. Zwei halbrunde Ecktürme mit Kegeldach und Mittelrisalit mit Zwerchgiebel lockern den strengen Charakter des Schulhauses auf.

### Anbau
Die Bundesregierung förderte im Zuge des Investitionsprogramms Zukunft Bildung und Betreuung (IZBB) die Erweiterung der Schule um ein weiteres zweigeschossiges Gebäude, das für Ganztagsangebote benötigt wurde. Der rechteckige Neubau zeichnet sich durch eine dunkle Fassade mit Faserzementplatten und großflächige Fensterfronten aus. Raumhohe Fensterflächen im Erdgeschoss verbinden Innenraum fließend mit den angrenzenden, außenliegenden Freiflächen.

## Bekannte Lehrer
- Fitzgerald Kusz (* 1944), Schriftsteller

## Auszeichnungen
- 2001: 1. Preis Innere Schulentwicklung Innovationspreis 2001 der Stiftung Bildungspakt Bayern in der Kategorie Gymnasium[5]